# Temporada 2009 de Superleague Fórmula
La temporada 2009 de Superleague Formula fue la 2ª edición del campeonato, empezó el 28 de junio en Magny Cours y terminó el 8 de noviembre en el Circuito del Jarama.
El Liverpool F.C., dirigido bajo Hitech Junior Team con el piloto Adrián Vallés, se coronó campeón de la serie por primera vez en el último evento de la temporada.

## Presentación previa
- Defensor del título:  Beijing Guoan.
- Escudería  defensora:  Zakspeed

## Clubes, escuderías y pilotos
| Club                   | Escudería                           | N.º | Piloto(s)          | Rondas   |
| ---------------------- | ----------------------------------- | --- | ------------------ | -------- |
| Sporting de Lisboa     | Zakspeed                            | 2   | Pedro Petiz        | Todas    |
| R.S.C. Anderlecht      | Zakspeed                            | 8   | Yelmer Buurman     | Todas    |
| A.C. Milan             | Azerti Motorsport                   | 3   | Giorgio Pantano    | Todas    |
| PSV Eindhoven          | Azerti Motorsport                   | 5   | Dominick Muermans  | 1-3      |
| PSV Eindhoven          | Azerti Motorsport                   | 5   | Carlo van Dam      | 4-6      |
| CR Flamengo            | Azerti Motorsport                   | 7   | Enrique Bernoldi   | 4, 6     |
| CR Flamengo            | Azerti Motorsport                   | 7   | Jonathan Kennard   | 5        |
| A.S. Roma              | Azerti Motorsport                   | 22  | Jonathan Kennard   | 1-3      |
| Galatasaray            | Ultimate Motorsport Reid Motorsport | 4   | Duncan Tappy       | 1-2      |
| Galatasaray            | Ultimate Motorsport Reid Motorsport | 4   | Scott Mansell      | 3        |
| Galatasaray            | Ultimate Motorsport Reid Motorsport | 4   | Ho-Pin Tung        | 4-6      |
| Al Ain FC              | Ultimate Motorsport Reid Motorsport | 6   | Miguel Molina      | 1        |
| Al Ain FC              | Ultimate Motorsport Reid Motorsport | 6   | Esteban Guerrieri  | 2        |
| Sevilla FC             | Ultimate Motorsport Reid Motorsport | 18  | Esteban Guerrieri  | 3        |
| Sevilla FC             | Ultimate Motorsport Reid Motorsport | 18  | Sébastien Bourdais | 4-6      |
| CR Flamengo            | Delta Motorsport/ADR                | 7   | Enrique Bernoldi   | 1-3      |
| Olympiacos             | GU-Racing International             | 9   | Davide Rigon       | 1-3      |
| Olympiacos             | GU-Racing International             | 9   | Esteban Guerrieri  | 4-6      |
| FC Basel               | GU-Racing International             | 10  | Max Wissel         | Todas    |
| SC Corinthians         | Alan Docking Racing                 | 14  | Antônio Pizzonia   | Todas    |
| Atlético Madrid        | Alan Docking Racing                 | 15  | Ho-Pin Tung        | 1-3      |
| Atlético Madrid        | Alan Docking Racing                 | 15  | María de Villota   | 4-6      |
| Rangers F.C.           | Alan Docking Racing                 | 17  | John Martin        | Todas    |
| Tottenham Hotspur F.C. | Alan Docking Racing                 | 19  | Craig Dolby        | Todas    |
| A.S. Roma              | Alan Docking Racing                 | 22  | Franck Perera      | 4        |
| A.S. Roma              | Alan Docking Racing                 | 22  | Julien Jousse      | 5-6      |
| F.C. Porto             | Hitech Junior Team                  | 16  | Tristan Gommendy   | 1-3, 5-6 |
| F.C. Porto             | Hitech Junior Team                  | 16  | Álvaro Parente     | 4        |
| Liverpool F.C.         | Hitech Junior Team                  | 21  | Adrián Vallés      | Todas    |
| FC Midtjylland         | Hitech Junior Team                  | 24  | Kasper Andersen    | Todas    |
| Olympique Lyonnais     | Barazi Epsilon                      | 69  | Nelson Panciatici  | Todas    |
| Club                   | Escudería                           | N.º | Piloto(s)          | Rondas   |

### Pilotos de pruebas
| Piloto            | Piloto             |
| ----------------- | ------------------ |
| Marko Asmer       | Greg Mansell       |
| Carlos Gaitán     | Paul Meijer        |
| Bruce Jouanny     | Nelson Philippe    |
| Stamatis Katsimis | Jacques Villeneuve |

## Calendario 2009
- El calendario para la temporada fue anunciado el 29 de enero de 2009.[35]
- Se añade una 'Super Final' en 4 de los 6 eventos para los seis pilotos que hayan obtenido más puntos en las 6 carreras anteriores. Los seis coches compiten por un premio económico, pero no por puntos en el campeonato.

### Calendario
| Round | Circuito       | Fecha           |
| ----- | -------------- | --------------- |
| 1     | Magny-Cours    | 28 de junio     |
| 2     | Zolder         | 19 de julio     |
| 3     | Donington Park | 2 de agosto     |
| 4     | Estoril        | 6 de septiembre |
| 5     | Monza          | 4 de octubre    |
| 6     | Jarama         | 8 de noviembre  |

### Calendario de Test y Resultados
| Test | Circuito    | Fecha       | Piloto más rápido | Club más rápido | Equipo más rápido   |
| ---- | ----------- | ----------- | ----------------- | --------------- | ------------------- |
| 1    | Zolder      | 17 de junio | Dominick Muermans | PSV Eindhoven   | Azerti Motorsport   |
| 2    | Zolder      | 18 de junio | John Martin       | Rangers F.C.    | Alan Docking Racing |
| 3    | Magny-Cours | 26 de junio | Adrián Vallés     | Liverpool F.C.  | Hitech Racing       |

## Sistema de Puntuación
| Posición | 1º | 2º | 3º | 4.º | 5.º | 6.º | 7.º | 8.º | 9.º | 10.º | 11.º | 12.º | 13.º | 14.º | 15.º | 16.º | 17.º | 18.º | 19.º | 20.º | 21º | 22º | Ret |
| Puntos   | 50 | 45 | 40 | 36  | 32  | 29  | 26  | 23  | 20  | 18   | 16   | 14   | 12   | 10   | 8    | 7    | 6    | 5    | 4    | 3    | 2   | 1   | 0   |

## Resultados de la Temporada
(Carreras en negrita indica pole position, carreras en cursiva indica vuelta rápida)
| Pos | Club                         | Pilotos            | MAG R1 | MAG R2 | ZOL R1 | ZOL R2 | DON R1 | DON R2 | EST R1 | EST R2 | MOZ R1 | MOZ R2 | JAR R1 | JAR R2 | Pts |
| --- | ---------------------------- | ------------------ | ------ | ------ | ------ | ------ | ------ | ------ | ------ | ------ | ------ | ------ | ------ | ------ | --- |
| 1   | Liverpool F.C.               | Adrián Vallés      | 1      | 6      | 3      | 3      | 6      | 6      | 2      | 9      | 4      | 5      | 7      | 4      | 412 |
| 2   | Tottenham Hotspur            | Craig Dolby        | 3      | 10     | 1      | 9      | 5      | 4      | 8      | 18     | 5      | 2      | 4      | 2      | 382 |
| 3   | FC Basel                     | Max Wissel         | 10     | 3      | 4      | 8      | 1      | 3      | DNS    | 11     | 9      | 14     | 5      | 8      | 308 |
| 4   | R.S.C. Anderlecht            | Yelmer Buurman     | 2      | 5      | 8      | 14     | 16     | DNS    | 4      | 4      | 6      | 6      | 1      | 15     | 305 |
| 5   | F.C. Porto                   | Tristan Gommendy   | 16     | 7      | 12     | 7      | 8      | 1      |        |        | 7      | 13     | 6      | 5      | 302 |
| 5   | F.C. Porto                   | Álvaro Parente     |        |        |        |        |        |        | 16     | 1      |        |        |        |        | 302 |
| 6   | Olympiacos                   | Davide Rigon       | 18     | 2      | 10     | 4      | 17     | 15     |        |        |        |        |        |        | 300 |
| 6   | Olympiacos                   | Esteban Guerrieri  |        |        |        |        |        |        | 1      | 14     | 2      | 4      | 8      | 10     | 300 |
| 7   | A.C. Milan                   | Giorgio Pantano    | 12     | 1      | 5      | 11     | 4      | 17     | 6      | 6      | 15     | 11     | 3      | 14     | 286 |
| 8   | SC Corinthians               | Antônio Pizzonia   | 4      | 9      | 17     | 12     | 3      | 8      | 3      | 5      | 10     | 9      | 14     | 18     | 264 |
| 9   | Sevilla FC                   | Esteban Guerrieri  |        |        |        |        | 11     | 13     |        |        |        |        |        |        | 253 |
| 9   | Sevilla FC                   | Sébastien Bourdais |        |        |        |        |        |        | 11     | 2      | 1      | 3      | 2      | 6      | 253 |
| 10  | Rangers F.C.                 | John Martin        | 17     | 16     | 2      | 15     | 2      | 16     | 5      | 8      | 11     | 12     | 10     | 9      | 241 |
| 11  | Galatasaray S.K.             | Duncan Tappy       | 5      | 11     | 9      | 16     |        |        |        |        |        |        |        |        | 239 |
| 11  | Galatasaray S.K.             | Scott Mansell      |        |        |        |        | 13     | 12     |        |        |        |        |        |        | 239 |
| 11  | Galatasaray S.K.             | Ho-Pin Tung        |        |        |        |        |        |        | 17     | 7      | 8      | 7      | 16     | 1      | 239 |
| 12  | Sporting de Lisboa           | Pedro Petiz        | 7      | 17     | 16     | 13     | 12     | 2      | 9      | 17     | 18     | 1      | 13     | 13     | 215 |
| 13  | A.S. Roma                    | Jonathan Kennard   | 15     | 14     | 11     | 5      | 7      | 10     |        |        |        |        |        |        | 211 |
| 13  | A.S. Roma                    | Franck Perera      |        |        |        |        |        |        | 7      | 12     |        |        |        |        | 211 |
| 13  | A.S. Roma                    | Julien Jousse      |        |        |        |        |        |        |        |        | 3      | 17     | 15     | 16     | 211 |
| 14  | FC Midtjylland               | Kasper Andersen    | 8      | 15     | 13     | 6      | 10     | 5      | 15     | 16     | 12     | 16     | 18     | 3      | 203 |
| 15  | Atlético Madrid              | Ho-Pin Tung        | 14     | 12     | 18     | 2      | 9      | 7      |        |        |        |        |        |        | 202 |
| 15  | Atlético Madrid              | María de Villota   |        |        |        |        |        |        | 14     | 13     | 14     | 10     | 17     | 7      | 202 |
| 16  | Clube de Regatas do Flamengo | Enrique Bernoldi   | 6      | 8      | 7      | 18     | 18     | 14     | 13     | 3      |        |        | 11     | 12     | 191 |
| 16  | Clube de Regatas do Flamengo | Jonathan Kennard   |        |        |        |        |        |        |        |        | 17     | 18     |        |        | 191 |
| 17  | Olympique Lyonnais           | Nelson Panciatici  | 13     | 13     | 14     | 10     | 14     | 9      | 12     | 15     | 13     | 15     | 9      | 11     | 160 |
| 18  | PSV Eindhoven                | Dominick Muermans  | 11     | 18     | 15     | 17     | 15     | 11     |        |        |        |        |        |        | 145 |
| 18  | PSV Eindhoven                | Carlo van Dam      |        |        |        |        |        |        | 10     | 10     | 16     | 8      | 12     | 17     | 145 |
| 19  | Al Ain                       | Miguel Molina      | 9      | 4      |        |        |        |        |        |        |        |        |        |        | 135 |
| 19  | Al Ain                       | Esteban Guerrieri  |        |        | 6      | 1      |        |        |        |        |        |        |        |        | 135 |
| Pos | Club                         | Pilotos            | MAG R1 | MAG R2 | ZOL R1 | ZOL R2 | DON R1 | DON R2 | EST R1 | EST R2 | MOZ R1 | MOZ R2 | JAR R1 | JAR R2 | Pts |

| Color     | Resultado                        |
| --------- | -------------------------------- |
| Oro       | Ganador                          |
| Plata     | 2.ª plaza                        |
| Bronce    | 3.ª plaza                        |
| Verde     | Finalizó en los puntos           |
| Azul      | Finalizó sin puntos              |
| Azul      | NC - No clasificado              |
| Violeta   | Ret - No terminó (Carrera)       |
| Rojo      | DNQ - No se clasificó            |
| Negro     | DSQ - Descalificado              |
| Blanco    | DNS - No empezó (carrera)        |
| Blanco    | WD - Retirado (fin de semana)    |
| Blanco    | C - Carrera cancelada            |
| Sin color | DNP - Inscrito pero no participó |
| Sin color | INJ - Lesionado                  |
| Sin color | EX - Excluido                    |

NOTA - Las 2º carreras, se inician con la 
parrilla de salida revertida a los puestos 
finales de la 1º carrera.

R1 = Carrera 1.

R2 = Carrera 2.